# Jack Kirby
Jack Kirby (New York, 1917. augusztus 28. – Thousand Oaks, Kalifornia, 1994. február 6.) az amerikai képregények egyik legkiemelkedőbb rajzolója, akinek művészete és munkássága nagyban befolyásolta a szakmát.

## Pályafutás
Már 18 évesen segédrajzolóként dolgozott Popeye és Betty Boop-rajzfilmeken, majd beállt asszisztensnek Will Eisner stúdiójába. 1941-ben Joe Simonnal együtt találták ki Amerika Kapitány, az első hazafias szuperhős figuráját. Karrierje nagy részét innentől kezdve a Marvel Comicsnál (illetve annak jogelődjénél) töltötte, bár időközben sokat dolgozott a DC Comics-nak is. Utóbbi cégnél hozta létre a Challengers of the Unknown sorozatot, amely számos tekintetben a Fantasztikus Négyes előfutárának tekinthető. A hatvanas években beindult Marvel-univerzum egyik legfőbb építőmestere volt Stan Lee-vel együtt. Ő volt az első rajzolója az Fantasztikus Négyesen kívül a Hulk-nak és az X-Men-nek is.
Mindkét nagy kiadónál lehetőséget kapott új, saját figurák és sorozatok indítására is, amelyeket idővel integráltak a Marvel- és DC-univerzumba, és más szerzők folytattták a Kirby által megkezdett történeteket. Ilyenek voltak a DC-nél az Új Istenek, a Mister Mirákulum vagy a Forever People, illetve a Marvelnél az Örökkéválók. Jogi viták miatt szakított a két naggyal, és kisebb, független kiadóknak hozott létre további sorozatokat, mint a Captain Victory.

## Főbb munkái

### Marvel Comics
- Captain America/Captain America Comics 1-10 (1941-1942)
- The Fantastic Four 1-102 (1961-1970)
- The Incredible Hulk 1-5 (1962-1963)
- X-Men 1-17 + Annual 1 (1963-1965)
- The Avengers 1-8 (1963-1964), 14-17 (1965)
- Thor 126-177,179 (1966-70)
- Captain America 100-109 (1968-1969), 193-214 (1976-1977)
- The Eternals 1-19 + Annual 1 (1976-1978)
- Black Panther 1-12 (1977-1978)
- Devil Dinosaur 1-9 (1978)
- Machine Man 1-9 (1978)
- 2001: A Space Odyssey 1-10 (1976)

### DC Comics
- The Challengers of the Unknown 1-8 (1958-1959)
- Adventure Comics 250-256 (1958-1959)
- World's Finest Comics 96-99 (1958-1959)
- Superman's Pal Jimmy Olsen 133-148 (1970-1972)
- Forever People 1-11 (1971-1972)
- New Gods 1-11 (1971-1972)
- Mister Miracle 1-18 (1971-1974)
- The Demon 1-16 (1972-1974)
- Kamandi: The Last Boy on Earth 1-40 (1972-1976)
- Sandman 1,4-6 (1974-1976)
- OMAC (One Man Army Corps) 1-8 (1974)